# Kuli (Film)
Kuli (Coolie, कुली, قُلى) ist eine indische Actionkomödie aus dem Jahr 1983 unter der Regie von Manmohan Desai und dem Drehbuch von Kader Khan. Die Filmstars sind Amitabh Bachchan, Waheeda Rehman, Kader Khan und Rishi Kapoor.

## Handlung
Salma lebte glücklich mit ihrem Mann Aslam und ihrem Sohn Iqbal, bis Zafar Khan aus dem Gefängnis entlassen wurde. Wütend darüber, dass die Frau beschlossen hat, in seiner Abwesenheit zu heiraten, tötet er ihren Vater. Dann geht er zum Damm, an dem Salmas Ehemann arbeitet, und verursacht Sabotage, was dazu führt, dass Aslams Kopf gebrochen wird und er bewusstlos ins Wasser fällt. Als die umliegende Gegend überflutet wird, wird auch Salma verletzt und verliert ihr Gedächtnis. Zafar beschließt, dies auszunutzen und macht sie zu seiner Frau. Um sie von der Suche nach ihrem vermissten Sohn abzuhalten, brachte er ihr ein Kind aus einem nahegelegenen Waisenhaus.
Iqbal kehrt allein in das leere Haus zurück, wo er von Natu, einem Freund der Familie, begrüßt wird, der bei der Katastrophe seine Frau und seinen Sohn verloren hat. Sie beschlossen, als Familie weiterzumachen, und bekamen beide eine Anstellung als Gepäckträger am Bahnhof. Dort trifft Iqbal seine Mutter, doch sie erkennt ihn nicht. Zafar schickt einen Mann, um den Jungen loszuwerden, und während er den Jungen beschützt, verliert Natto seine Hand.
Jahre später arbeitet der reife Iqbal immer noch bei der Station. Er greift ein, als Vicky Puri einen Gepäckträger schlägt, weil dieser einen Korb mit einem Hund fallen ließ und dieser ihn biss. Da Vicky der Sohn des Bankiers Om Puri ist, verhaftet die Polizei nur Iqbal. Als Reaktion darauf stellten die verbliebenen Träger ihre Arbeit ein und legten sich auf die Gleise, um die Aufmerksamkeit des Ministers zu erregen. Daraufhin wurde der junge Mann freigelassen.
Während er versucht, Geld zu verdienen, indem er das ausgerissene Mädchen Deepa nach Hause bringt, trifft Iqbal die Reporterin Sunny. Es stellte sich heraus, dass Sunny und Deepa eine langjährige Vereinbarung hatten und das Geld, das sie von Deepas Vater erhalten hatten, in zwei Hälften teilen wollten. Iqbal schließt sich dem Duo an, doch ihr Plan wird bald vereitelt, als der Vater des Mädchens beschließt, sie anstelle der versprochenen Summe mit einem der Entdecker zu verheiraten.
Bald geht die Konfrontation zwischen der Familie Bori und den Trägern weiter. Um das Land zu beschlagnahmen, auf dem sich die Häuser der Träger befanden, übernahm Herr Puri die Bank, über die sie den Kredit zurückgezahlt hatten, und strich sämtliche Zahlungen. Aus Rache stören die Träger Vickys Verlobung mit Julie, die ihm eine große Mitgift bringen sollte. Iqbal, der das Mädchen schon lange liebt, nimmt sie zu sich nach Hause. Julie ist zunächst wütend auf den Mann, verliebt sich jedoch allmählich in ihn und weigert sich, Vicky zu heiraten.
Sunny hilft dabei, Betrug bei der Puri Bank aufzudecken. Es stellt sich heraus, dass er derselbe Waise ist, den Salma als ihren Sohn betrachtet. Als Iqbal ihr Bild zwischen seinen Sachen sah, eilte er nach Hause, aber seine Mutter erkannte ihn immer noch nicht. Zafars als Polizisten verkleidete Männer hätten Iqbal beinahe getötet. In der Zwischenzeit bringt Zafar Salma zu einem Psychiater, um ihr einen Schock zu versetzen, damit ihr Gedächtnis nie wieder zurückkehrt. Sani droht, alle Verbrechen Zafars am nächsten Tag in den Zeitungen zu veröffentlichen, wenn er ihm Salma nicht zurückgibt. Doch er hatte einen Autounfall und der Reporter landete im Krankenhaus.
Es stellt sich heraus, dass Iqbal Aslams Vater lebt. Er verbrachte all diese Jahre wegen des Mordes an Julies Vater im Gefängnis. Nach seiner Freilassung plant das Mädchen, ihn am Grab seines Vaters zu töten. Ihr Plan wird jedoch vereitelt und sie erfährt die Wahrheit: Die wahren Mörder ihres Vaters sind Zafar Khan und Om Puri. Als die Schurken erkennen, dass Julie nun gegen sie ist, beschließen sie, den letzten Schritt zu wagen – Iqbal zu töten. Salma, die ihr Gespräch belauscht hat, deckt ihren Sohn im letzten Moment mit sich zu und befindet sich am Rande des Todes. Iqbal betet für ihre Rettung und plant, die Pilgerreise fortzusetzen, darf jedoch nicht an Bord des Schiffes gehen, da er kein Gesundheitszeugnis besitzt. Dann gibt er sein Ticket einem anderen Pilger, ohne seinen Vater Aslam zu kennen.
Salma erholt sich, doch Sunnys Leber beginnt aufgrund übermäßigen Alkoholkonsums zu versagen. Dhofar weigert sich, ihm bei der Operation zu helfen, und der junge Mann erfährt, dass er eigentlich ein Waisenkind aus einem Waisenhaus ist. In seiner Verzweiflung beginnt Sunny, noch mehr zu trinken, während Iqbal versucht, ihn zur Vernunft zu bringen und ihn ins Krankenhaus schickt. Mit seiner Hilfe erkennt Nato Sunny anhand eines Muttermals an seinem Fuß als ihren verlorenen Sohn und erklärt sich bereit, Spender zu werden.
Salma kommt zur Besinnung und erinnert sich an ihre Familie. In einer öffentlichen Debatte versucht Zafar, Iqbal zum Einlenken zu zwingen, indem er droht, seinen Vater zu töten. Doch Salma greift ein und erzählt allen von seinen Gräueltaten. Die Familie war wieder vereint. Puri versucht, Aslam zu erschießen, aber Natto deckt ihn mit sich selbst. Die Bösewichte steigen ins Auto und fahren weg. Sie nehmen Salma mit. Um sie aufzuhalten, springen Iqbal und Sani auf das Autodach. Vicky versucht, sie loszuwerden, und sie und Sunny geraten gemeinsam unter einen vorbeifahrenden Lastwagen, doch Sunny schafft es im letzten Moment, auszuweichen. Das Auto kracht in die Haji-Ali-Daraga-Moschee und Zafar flieht mit Salma dorthin. Iqbal wurde mehrmals in die Brust geschossen, war jedoch durch die heiligen Reliquien geschützt, die auf seine Brust fielen. Als er Zafar erreichte, warf er ihn vom Minarett und er fiel, erschöpft von seinen Wunden, in die Arme seiner Mutter. Er wird notoperiert und seine Eltern beten für seine Genesung. In der Schlussszene geht der Held auf den Balkon des Krankenhauses, um allen Trägern, die sich in der Nähe des Gebäudes versammelt haben, zu zeigen, dass es ihm gut geht.

## Musik
1. Mujhe Peene Ka Shauk Nahin
2. Jawani Ke Rail Kahin
3. Lambuji Tinguji
4. Sari Duniya Ka Bojh Hum Uthate Hai
5. Hum ka Ishq Hua
6. Accident Ho Gaya
7. Mubarak Ho Tumko Haj Ka Mahina
8. Ye Gaye Woh Gaye